# نيفير هوتب الثالث
كان نيفير هوتب الثالث، (بالإنجليزية: Neferhotep III)‏ الحاكم الثالث أو الرابع من الأسرة السادسة عشر، وحكم بعد سوبك حتب الثامن وفقًا لعالمي المصريات كيم ريهولت وداريل بيكر.، وامتد عهده لعام واحد وفقًا لبردية تورينو، وهو معروف في المقام الأول من خلال لوحة واحدة من طيبة. وفي دراسة أقدم، أرجع يورجن فون بيكراث تاريخ نفر حتب الثالث إلى نهاية الأسرة الثالثة عشرة.